# Lobophytum mirabile
Lobophytum mirabile is een zachte koraalsoort uit de familie Alcyoniidae. De koraalsoort komt uit het geslacht Lobophytum. Lobophytum mirabile werd in 1956 voor het eerst wetenschappelijk beschreven door Tixier-Durivault. 